# Romano d'Ezzelino
Romano d'Ezzelino es un municipio italiano de 14.535 habitantes de la provincia de Vicenza (región de Véneto). 

## Demografía
| Gráfica de evolución demográfica de Romano d'Ezzelino entre 1861 y 2001 |
|                                                                         |
| fuente ISTAT - elaboración gráfica a cargo de Wikipedia                 |